# Championnat de Hong Kong de football 1959-1960
Navigation
Saison précédente Saison suivante
La saison 1959-1960 du Championnat de Hong Kong de football est la quinzième édition de la première division à Hong Kong, la First Division League. Elle regroupe, sous forme d'une poule unique, les douze meilleures équipes du pays qui se rencontrent deux fois, à domicile et à l'extérieur. En fin de saison, pour permettre le passage du championnat de 12 à 13 équipes, les deux derniers du classement sont relégués et remplacés par les trois meilleurs clubs de Second Division League, la deuxième division hongkongaise. À noter qu'à la suite d'un accord avec la fédération, Army XI, le club de l'armée, est protégé et ne peut pas descendre en D2.
C'est le club de South China AA, triple tenant du titre, qui remporte à nouveau le championnat cette saison après avoir terminé en tête du classement final, avec cinq points d'avance sur un duo composé d'un des promus, Happy Valley AA et de Tung Wah FC. C'est le neuvième titre de champion de Hong Kong de l'histoire du club.

## Clubs participants
- Kitchee SC
- Kowloon Motor Bus FC
- Chinese AA
- South China AA
- Eastern AA
- Tung Wah FC
- Sing Tao SC
- China Motor Bus FC - Promu de D2
- Kwong Wah AA
- Army XI
- Hong Kong Police FC
- Happy Valley AA - Promu de D2

## Compétition
Le barème de points servant à établir les classements se décompose ainsi :
- Victoire : 2 points
- Match nul : 1 point
- Défaite : 0 point

### Classement
| Rang | Équipe               | Pts | J  | G  | N | P  | Bp | Bc | Diff |
| ---- | -------------------- | --- | -- | -- | - | -- | -- | -- | ---- |
| 1    | South China AAT      | 35  | 22 | 16 | 3 | 3  | 72 | 23 | +49  |
| 2    | Happy Valley AAP     | 30  | 22 | 13 | 4 | 5  | 53 | 38 | +15  |
| 3    | Tung Wah FC          | 30  | 22 | 13 | 4 | 5  | 47 | 26 | +21  |
| 4    | Kowloon Motor Bus FC | 28  | 22 | 12 | 4 | 6  | 54 | 28 | +26  |
| 5    | Eastern AA           | 28  | 22 | 11 | 6 | 5  | 38 | 32 | +6   |
| 6    | Kitchee SC           | 27  | 22 | 12 | 3 | 7  | 69 | 32 | +37  |
| 7    | Sing Tao SC          | 18  | 22 | 8  | 2 | 12 | 42 | 54 | -12  |
| 8    | Kwong Wah AA         | 17  | 22 | 6  | 5 | 11 | 41 | 48 | -7   |
| 9    | Hong Kong Police FC  | 17  | 22 | 8  | 1 | 13 | 51 | 75 | -24  |
| 10   | China Motor Bus FCP  | 17  | 22 | 5  | 7 | 10 | 36 | 63 | -27  |
| 11   | Army XI              | 14  | 22 | 6  | 2 | 14 | 49 | 52 | -3   |
| 12   | Chinese AA           | 3   | 22 | 1  | 1 | 20 | 17 | 98 | -81  |

|  | Champion de Hong Kong 1960              |
|  | Relégation directe en deuxième division |
|  | T : Tenant du titre P : Promu de D2     |

## Bilan de la saison
| Championnat de Hong Kong de football 1959-1960 |                            |
| Champion                                       | South China AA (9e titre)  |
| Coupes et trophées                             |                            |
| Vainqueur de la Coupe de Hong Kong 1959-1960   | Non disputée               |
| Promotions et relégations                      |                            |
| Promus en First Division League                | Caroline Hill FC           |
| Promus en First Division League                | Royal Air Force FC         |
| Promus en First Division League                | Auxiliary Fire Services FC |
| Relégués en Second Division League             | China Motor Bus FC         |
| Relégués en Second Division League             | Chinese AA                 |